# SAR
Xem các nghĩa khác tại SAR (định hướng)
SAR là từ viết tắt của Structure-Activity Relationship của tiếng Anh. SAR dùng để chỉ mối quan hệ giữa cấu trúc hóa học của các hoạt chất với hoạt tính sinh học hay hoạt tính dược lý của chúng. SAR thường được sử dụng trong hóa dược, đặc biệt là tổng hợp hóa dược.
Ngoài SAR, hóa dược cũng thường sử dụng QSAR, là bước phát triển hơn của SAR.